# Алоїс фон Бранденштайн
Барон Алоїс фон Бранденштайн (нім. Aloys Freiherr von Brandenstein) — німецький льотчик-ас, лейтенант Імперської армії.

## Біографія
Учасник Першої світової війни. З квітня 1918 року літав у складі 49-ї винищувальної ескадрильї. 17 квітня здобув свою першу перемогу. Через чотири дні був поранений під час бойового вильоту, але скоро повернувся на фронт. До кінця війни записав на свій рахунок 8 перемог.